# Беар
Беар (фр. Béard) насеље је и општина у источном делу централне Француске у региону Бургоња, у департману Нијевр која припада префектури Невер.
По подацима из 2011. године у општини је живело 158 становника, а густина насељености је износила 20,49 становника/km². Општина се простире на површини од 7,71 km². Налази се на средњој надморској висини од 210 метара (максималној 252 m, а минималној 177 m).

## Демографија
| 1962. | 1968. | 1975. | 1982. | 1990. | 1999. | 2011. |
| ----- | ----- | ----- | ----- | ----- | ----- | ----- |
| 162   | 165   | 168   | 149   | 155   | 174   | 158   |

График промене броја становника у току последњих година